# 가사하라 가즈오 (각본가)
가사하라 가즈오(일본어: 笠原 和夫, 1927년 5월 8일 ~ 2002년 12월 12일)은 도쿄도 출신의 각본가이다. 니혼 대학을 중퇴하였다. 해군 특별간부연습생부터 다양한 자리를 거쳐서 도에이의 선전부에 들어간다. 1958년부터 시나리오 집필을 시작해, 마키노 마사히로 감독의 《일본 협객전》 시리즈, 후카사쿠 긴지 감독의 《인의없는 전쟁》시리즈(4부 까지)의 각본 등으로 알려진다. 주로 도에이에서, 시대극, 야쿠자 영화의 각본을 다수 집필했다. 대표작으로 《현경찰 대 조직폭력》, 《203고지(영화)》, 《대일본제국(영화)》, 《226(영화)》, 《낭인가》 등 다수가 있다. 저서로 《영화는 야쿠자다》, 《파멸의 미학》 등이 있다.

## 연혁
- 1927년 도쿄・니혼바시에서 태어난다.
- 1945년 해군 특별간부연습생에 지원, 히로시마현 오타케 해병단에 입대한다.
- 1946년 니혼 대학 미시마 예과에 입학한다.
- 1949년 니혼 대학 법학부 신문학과에 입학한다.
- 1954년 도에이에 입사, 선전부에 배속된다.
- 1956년 도에이의 사내 시나리오 콩쿠르에서 1위로 입선했다. 이후 프로 각본가로서 집필을 시작한다.
- 1969년 《일본 암살 비록》으로 제16회 교토 시민 영화제에서 각본상을 수상했다.
- 1976년 도에이를 퇴사하고, 프리랜서 각본가가 된다.
- 1981년 《203고지》로 일본 아카데미상 우수 각본상을 수상한다.
- 1983년 《대일본제국》으로 일본 아카데미상 우수 각본상을 수상한다.
- 2002년 12월 12일에 니시쿠보 병원에서 향년 76세, 폐렴으로 사망했다.

## 인물・에피소드
- 치밀하고 철저한 취재에 근거해 집필한 많은 작품은 일본 영화사를 말하는 데 있어 중요한 위치를 차지하고 있다.
- 목장을 무대로 한 인협 영화에서는 직인들이 쓰던 은어집을, 《203고지》에서는 당시의 날씨 등도 기록된 두루마리처럼 긴 자료집을 만드는 등 취재에 관련된 에피소드는 빠지지 않는다.
- 새 영화 기획을 위해 이이보시 고이치를 방문했던 가사하라는 어느 야쿠자의 수기를 발견하고, 이이보시로부터 영화화를 권유받았다. 가사하라는 빨리 그 수기의 저자인 전 폭력조직 두목이었던 미노 고조를 찾아갔지만, 미노는 “영화화를 바라고 수기를 쓴 게 아니다”며 영화화를 거부했다. 가사하라는 이 기획을 포기했지만 우연히 미노와 가사하라가 해군 오타케 해병단의 1기 차이로 입대했던 사실을 알게되었고, 친분을 갖게 된 미노는 “절대로 영화화하지 않는다”라는 조건으로 히로시마 항쟁의 뒷이야기를 차례차례로 이야기했다. 가사하라는 서둘러 도쿄로 돌아와서 각본을 집필, 다음 해에 빨리 공개되었다. 이 영화가 《인의없는 전쟁》이다.
- 《인의없는 전쟁》의 0호 시사를 본 가사하라는, 후카사쿠의 연출에 의한 템포가 빠른 이야기 전개에 대해, 자신이 쓴 대사가 무사당했다는 인상을 갖고 크게 불만을 털어놓았지만, 주위에서는 “이 템포가 좋지 않나”라고 칭찬했고, “신경쓰인다고 말하고 있던 사람은 각본을 쓴 나뿐이었다”라고 이야기하였다. 그 뒤 몇번인가 작품을 보고 있는 와중에 “이상하게도 좋은 영화구나라고 생각하게 되었다”라고도 이야기했다.
- 그 후카사쿠는 완성도가 높은 가사하라 작품을 칭송했고, 《현경찰 대 조직폭력》에서는 “각본이 너무 완벽해서 영화화할 수 없다”라고 약한 소리를 했다고 한다. 만년에는 가사하라의 작품집을 반복해서 읽고 있었다는 후카사쿠는, 가사하라의 사망으로부터 1개월 뒤에 뒤를 따르듯이 사망했다.

## 출판 작품
- 《가사하라 가즈오 시나리오집:인의없는 전쟁》(1977년)
- 《갑옷을 입고 있는 남자들-야쿠자는 남성 사회의 패러디》(1987년)
- 《2/26》(1989년)
- 《후쿠자와 유키치-일본을 세계로 열은 남자》(1991년)
- 《인의없는 전쟁-인의없는 전쟁・히로시마 사투편・대리전쟁・정상작전》(1991년)

※《가사하라 가즈오 시나리오집》을 제목을 바꾼 것.
- 《쇼와의 극-영화 각본가・가사하라 가즈오》(2002년)
- 《영화는 야쿠자다》(2003년)
- 《‘妖しの民’と生まれきて》(2004년)
- 《파멸의 미학 야쿠자 영화에의 진혼곡》(2004년)

 ※《갑옷을 입고 있는 남자들》을 수정한 것.
- 《인의없는 전쟁 조사・취재록 집성》(2005년)

## 같이 보기
- 후카사쿠 긴지
- 아라이 하루히코